# Adela Verne
Adela Verne, née Adela Wurm le 27 février 1877 à Southampton − morte le 5 février 1952 à Londres, est une compositrice, pédagogue et pianiste classique britannique d’origine allemande.

## Biographie
Adela Verne naît en Angleterre. Ses parents, Johann Evangelist Wurm et Sophie Niggli, sont des musiciens allemands qui se sont installés dans ce pays dans les années 1850. Elle est la sœur de Mary Wurm (1860-1938), Alice Verne-Bredt (1864–1958) et Mathilde Verne (1865-1936), qui deviendront toutes trois musiciennes professionnelles,, et la mère du pianiste et compositeur John Vallier.